# Florian Köhler (Maler)

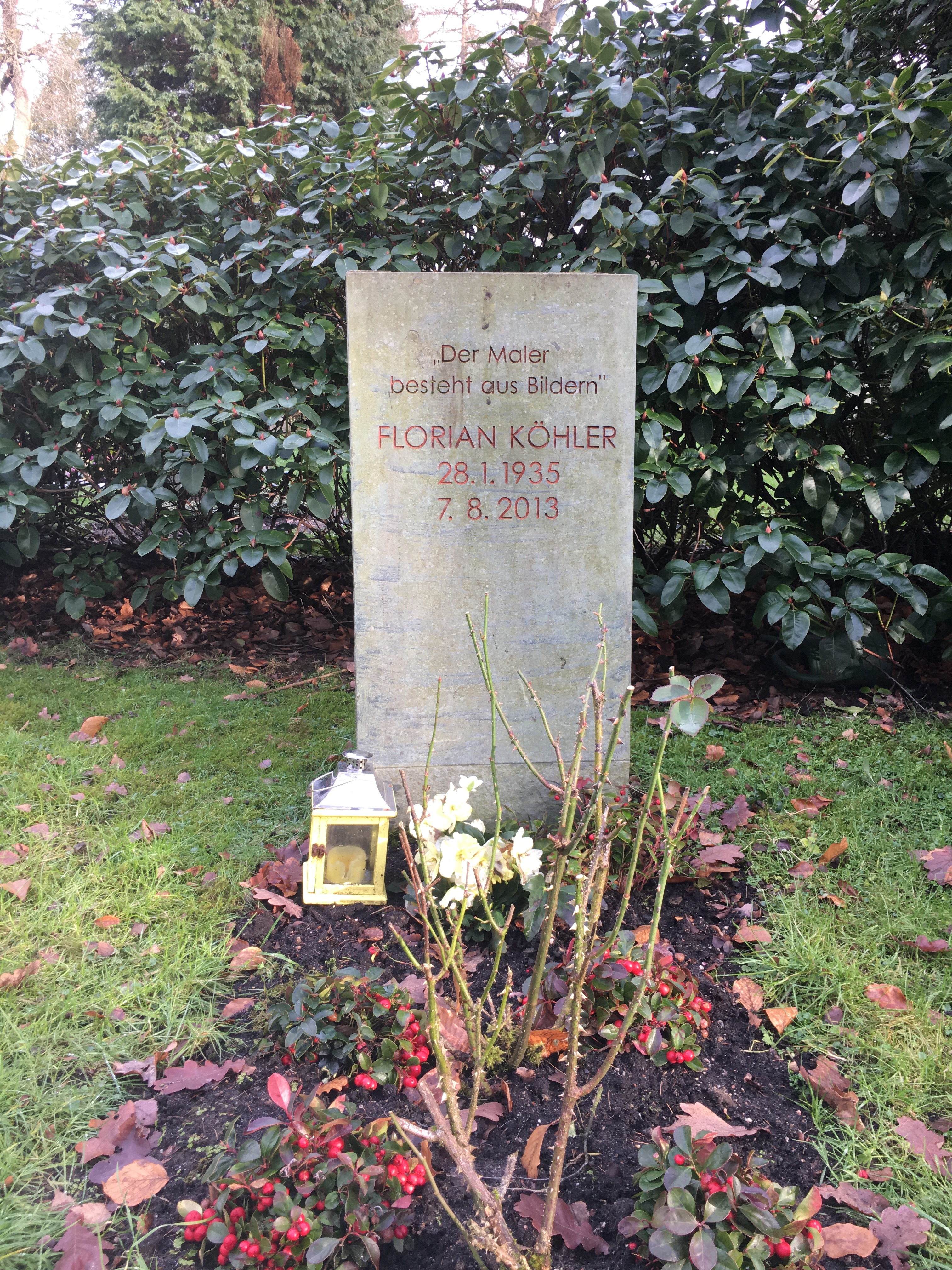
Grabstätte auf dem Friedhof Ohlsdorf

Florian Köhler (* 28. Januar 1935 in Frankfurt am Main; † 7. August 2013 in Hamburg) war ein deutscher Maler, Zeichner und Grafiker. Er war in München Mitbegründer der Künstlergruppen WIR (1959–1965), SPUR-WIR (1965–1966) und GEFLECHT (1966–1968) und zählt zu den Repräsentanten neofigurativer Formensprache deutscher Nachkriegskunst zwischen Abstraktion und Figuration.

## Familie und Jugend
Florian Köhler war der Sohn von Georg Johann Köhler (1890–1944), Gebrauchsgrafiker und freier Künstler, der vor seiner Teilnahme am Ersten Weltkrieg an der Kunstakademie in München bei Professor Carl Johann Becker-Gundahl studiert hatte. Georg Johann Köhler war früh in französische Gefangenschaft geraten mit langen Aufenthalten in südwestfranzösischen (Le Château-d’Oléron), nordafrikanischen, portugiesischen und spanischen Lagern. In einem marokkanischen Steinbruch hatte er zeitweilig schwere gesundheitsschädigende Zwangsarbeit zu leisten. Aus dieser Zeit ist ein Konvolut von Zeichnungen erhalten geblieben. Erst weit nach Kriegsende war Georg Johann Köhler nach Deutschland zurückgekehrt (1922) und hatte, zunächst in Darmstadt, dann in Frankfurt am Main grafische Aufträge vornehmlich von Automobilfirmen (Adlerwerke, Opel) zur Illustration für Werbebroschüren, Anzeigen und Plakate bekommen. Die Mutter von Florian Köhler, Ruth Gennes aus Darmstadt (1904–1991; geb. Blecher, verheiratet in erster Ehe mit Georg Johann Köhler) heiratete 1950 Walter Gennes, Marineleutnant d. R. im Zweiten Weltkrieg.
Malunterricht erhielt Florian Köhler schon vor Einschulung bei der Kunstlehrerin Frau von Jöden. Er besuchte die Diesterwegschule in Frankfurt am Main, danach die Volksschule in Motten, 1945 die Volksschule in Burgsinn, dort erlebte er das Kriegsende mit dem Einmarsch amerikanischer Truppen. Zurück in Frankfurt am Main wohnte er bei der Familie in der Klaus-Groth-Str. 2 und besuchte das humanistische Heinrich-von-Gagern-Gymnasium (ehemals Kaiser-Friedrichs-Gymnasium) bis zum Abitur im März 1955. 1959 zogen die Eltern Gennes nach Niederhöchstadt, Schöne Aussicht 3, wo dem Sohn Florian ein Zimmer zur Verfügung stand, das er später als Atelier nutzen konnte.

## Ausbildung
1955 besuchte Köhler die Abendkurse des Max-Beckmann-Schülers Theo Garve (Offenbach a. M. 1902–1987 Hamburg) an der Städelschule in Frankfurt am Main, absolvierte ein Volontariat in der Schriftgießerei Gebr. Klingspor, Offenbach am Main, und nahm an Gesprächsrunden im renommierten Frankfurter Kunstkabinett Hanna Bekker vom Rath teil. 1956 begann er das Studium der bildenden Kunst an der Städelschule, u. a. bei dem Zeichner und Maler Heinz Battke (Berlin 1900–1966 Frankfurt a. M.).
1957 zog Köhler nach München und setzte das Studium der Malerei an der Akademie der Bildenden Künste München, hauptsächlich bei Erich Glette (Wiesbaden 1896–1980 Prien am Chiemsee) fort. Er mietete ein Atelierzimmer in der Kobellstr. 15. 1958 verbrachte Köhler mit Kollegen einen dreimonatigen Studienaufenthalt auf der italienischen Insel Giglio. Anschließend nahm Köhler zusammen mit dem Studienfreund Heino Naujoks teil an der von Oskar Kokoschka in Salzburg veranstalteten Internationalen Sommerakademie „Schule des Sehens“, einschließlich einer Reise mit Kokoschka und den Studierenden nach Wien. 1963 schloss Köhler sein Studium erfolgreich ab.

### Gründung von Künstlergruppen
Noch während des Studiums in München bei Erich Glette gründeten 1959 Florian Köhler, Heino Naujoks und Helmut Rieger die Gruppe WIR. Ein Besuch der documenta II in Kassel 1959 war von fundamentaler Auswirkung auf den künstlerischen Ansatz von WIR unter den Eindrücken der Bilder von Robert Delaunay, Max Beckmann, Henri Matisse, Pablo Picasso, Willem de Kooning und der Sonderpräsentation des Werks von Jackson Pollock. Auch der in München lebende Maler und Autor Hans Platschek war in Kassel künstlerisch vertreten und erregte zudem die Aufmerksamkeit der Gruppenmitglieder durch sein kritisches Buch zum internationalen Tachismus und durch seine Forderung nach neuen Figurationen. Zur Gruppe WIR stießen 1961 der Bildhauer Hans Matthäus Bachmayer und 1962 der Maler Reinhold Heller, der selbst 1955 die Gruppe QUADROCENTO gegründet hatte. Nach ersten öffentlichen Ausstellungsbeteiligungen seit 1959, u. a. im Kunstverein München, waren 1961 Mitglieder von WIR (Heller, Köhler, Naujoks und Rieger) anlässlich der Gruppenschau des Vereins „Freie Münchner und Deutsche Künstlerschaft“ im Haus der Kunst mit Einzelarbeiten vertreten. Dort nahmen WIR ab 1962 regelmäßig an dem jährlich stattfindenden „Herbstsalon“ teil. Nach Abschluss des Akademie-Studiums 1963 der Mitglieder Bachmayer, Köhler, Naujoks und Rieger intensivierten WIR Ausstellungsaktivitäten und vernetzen sich in der Münchner Kunstszene. Es wurden Kontakte aufgebaut etwa zum Galeristen Otto van de Loo, der seit 1957 zeitgenössische junge Kunst vertrat (u. a. Asger Jorn, K.R.H. Sonderborg, Emil Schumacher, Antonio Saura, Henri Michaux, Roberto Matta, Hans Platschek, Wols).
1965 kam es zu kollegialen Begegnungen zwischen WIR und Mitgliedern der seit 1957 bestehenden Gruppe SPUR (Lothar Fischer, Heimrad Prem, Helmut Sturm, HP Zimmer), als sie gemeinsam in Augsburg am „Frühjahrssalon“ teilnahmen. Bald danach probten die Künstler in München kollektives Arbeiten an einem gemeinsam beschlossenen Rahmenthema (Auto-Motor-Verkehr). Eine programmatische Plattform wurde im Mai 1965 schriftlich formuliert für die anstehende Ausgabe der SPUR-Zeitschrift. Im August 1965 bot eine Fahrt der Mitglieder von SPUR und WIR zu den Völkerkundemuseen in Freiburg, Basel und Stuttgart mit den geschnitzten und bemalten Holzobjekten aus der Südsee und Neuirland (Papua-Neuguinea), den sog. Malangganen, sowie zur Schau „Signale“ mit aktuellen Arbeiten von u. a. Ellsworth Kelly, Kenneth Noland und Georg Karl Pfahler in Basel den Gruppen Anschauungsmaterial zur intensiven Diskussion über eine neue Ästhetik. In der Praxis entstanden daraus später die sog. Antiobjekte und im Oktober 1965 ein weiteres künstlerisches Manifest. Eine eigene Zeitschrift „SPUR WIR Nr. 1“ erschien im Dezember 1965 mit den bereits erarbeiteten Texten vom Mai und Oktober, sowie einem aktuellen Statement unter dem Motto „Raum und Geflecht“.
Im Winter 1965/66 wurde intensiv an der Realisierung von Antiobjekten in wechselnden Konstellationen von einzelnen Gruppenmitgliedern gearbeitet, dabei wurden gebogene und fächerartige Elemente aus Pappe, Holz und Metalldraht verwendet. Durch farbige Bemalung der Teile entstanden dynamisch wirkende Geflechte, die zugleich titelgebend wurden für den neuen Gruppennamen GEFLECHT. Unter diesem Signet stellten Bachmayer, Heller, Köhler, Naujoks, Rieger, Sturm und Zimmer im September 1966 ihre Antiobjekte in der Galerie Van de Loo aus, worauf weitere Präsentationen von GEFLECHT in München („Herbstsalon“), in der Akademie der Künste (Berlin), der Kunsthalle Baden-Baden, der Kunsthalle Nürnberg („Labyrinthe“), der Kunsthalle zu Kiel und dem Kunstverein Freiburg folgten.
Im Januar 1967 reisten GEFLECHT nach Paris und besuchten Jacqueline de Jong, Malerin und wichtige Vertreterin der Künstlervereinigung Situationistische Internationale. In München erhielt die Gruppe einen produktiven Schub durch die Bereitstellung eines Atelierkellers in der Herzogstraße seitens des Galeristen Van de Loo. Der Keller wurde zunehmend Treffpunkt der linken Szene, künstlerische Arbeit verlagerte sich in die privaten Ateliers. Letztlich führten kontroverse Debatten um die gesellschaftliche Stellung des Künstlers zwischen Produktion und Aktion, zwischen Kunstmarkt und Kunstverweigerung zum Zerbröckeln der Gruppe, deren gemeinschaftliche und individuelle Arbeiten von Van de Loo in München Anfang 1968 und im Herbst auf dem Kölner Kunstmarkt gezeigt wurden. Die Auflösung der Gruppe GEFLECHT war spätestens im Oktober 1968 vollzogen.
Nach dem Ende von GEFLECHT in München ließ sich Köhler weiterhin von den Erfahrungen der Arbeit in Künstlergruppen bis Ende der 1970er Jahre inspirieren, zunächst als Mitglied der kurzlebigen „Gruppe Montag“ (Adam Jankowski, Florian Köhler, Tomislav Laux, Dieter Rühmann) in Hamburg und anschließend in der „Gruppe Werkstatt“ (u. a. Jürgen Hockauf, Anne Köhler, Christoph Krämer, Manfred Pixa); bei wechselnden Konstellationen wurden gemeinsame Projekte wie Ausstellungen, Kalender und Kunst im öffentlichen Raum. realisiert.

## Ortswechsel
Den Lebensstationen Frankfurt und München folgte im September 1969 Köhlers Wechsel nach Hamburg zusammen mit Anne Rieger, die als Kunstpädagogin und Malerin nach Heirat 1970 den Namen Anne Köhler trägt. 1974 konnte Florian Köhler ein kleines Atelier in der Jarrestraße 80 (heute: „Industriehaus Stadtpark“) mit Blick zum Hof mieten. Im selben Block arbeiteten auch die Künstler Klaus Kütemeyer, Edgar Augustin und Ingeborg Prinzessin zu Schleswig-Holstein. 1986 bezog Köhler ein geräumigeres Atelier hinter dem Hamburger Hauptbahnhof in der Böckmannstraße 18 mit Lager und Boden; ab 1992 hatte auch Anne Köhler dort ihr Atelier. 1990 besuchten die reisegewohnten Anne und Florian Köhler das erste Mal die südwest-französische Atlantikinsel Île d’Oléron, worauf jährlich längere Arbeitsaufenthalte im Dorf La Chefmalière folgten. Nachdem das Künstlerehepaar 2012 das Atelier Böckmannstraße hatte verlassen müssen, wurden kurzzeitig gemeinsame Atelierräume in der Meisenstraße in Hamburg-Barmbek angemietet und schließlich ein Werkarchiv im Hamburger Stadtzentrum eingerichtet.

## Werk
Das umfangreiche Werk aus rund 60 Jahren entfaltet sich in den Medien Malerei, Zeichnung, Gouache, Pastell, Collage, Radierung und Serigrafie. Selten hat Köhler figürliche Objekte gestaltet. Bei Sichtung des Gesamtwerks lassen sich prägnante Stilwechsel feststellen und sowohl auf persönliche Orts- und Atelierwechsel als auch auf einschneidende äußere Ereignisse des Zeitgeschehens in Politik, Gesellschaft und Kultur beziehen. Zugleich ist erkennbar, dass sich Köhler oft des Rückgriffs auf Phasen der Kunstgeschichte, der Religion und Mythologie bediente. Besonders auseinandergesetzt hat sich Köhler nach eigener Aussage mit dem Werk einzelner Künstlerpersönlichkeiten wie Peter Paul Rubens, Eugène Delacroix, Hans von Marées, Henri Matisse, Pablo Picasso und Max Beckmann, weiterer Maler des 19. Jahrhunderts sowie wichtiger Vertreter des Informel, der Pop-Art und der figürlichen Malerei des 20. Jahrhunderts. Anregen ließ sich Köhler ebenfalls von japanischen Holzschnitten, Comics und außereuropäischen Artefakten.
Dabei ist in seinem gesamten Œuvre die Entwicklung des Malerischen maßgebend. Das Verhältnis von Linie und Farbe bildet mit wechselnden Akzenten in jeder Arbeitsphase ein spezifisches Spannungsfeld. Weitere Konstanten sind Themen wie Verkehr, Boote, Automobile und Flugmaschinen, wie sozial definierte Personengruppen (Familie, Jugendgangs, Liebespaare, Demonstranten, Sportlerteams, Fischer, Arbeiter, Monteure, Dienstleister, Bauern, Spaziergänger, Fahrradfahrer, Flüchtlinge, weitere Schicksalsgemeinschaften) und Motive des persönlichen Lebens- und Bildungsraums. Die einzelnen Themen wurden bis in die 1980er Jahre hinein zeichnerisch und malerisch in zahlreichen Versionen umkreist, von der Skizze bis zur abschließenden Gemäldefassung. In der Folge entstanden ohne vorbereitende Arbeiten Sujets als Einzelbild oder als Serien, ausgelotet im unmittelbaren Schaffensprozess durch wechselnde Techniken und Materialien. Die häufig auf der Rückseite der Gemälde von Köhler vermerkten Titel sind nicht unwesentlicher Schlüssel zum Verständnis der Darstellungen.

### 1959–1968
Im chronologischen Abriss lässt sich das Werk in mehrere unterschiedliche Phasen gliedern: Im Nachlass erhalten sind Kinder- und Jugendzeichnungen, Arbeiten der Studienzeit in Frankfurt mit akademischen Zeichnungen vor dem Modell oder als Perspektivübungen, aus den frühen Münchner Studienjahren Gemäldekopien nach Delacroix und Stiladaptionen von El Greco bis Kokoschka.
Mit Gründung der Gruppe WIR 1959 ist Köhlers Werk zunächst geprägt von den Diskussionen um Rezeption religiös fundierter Barock-Ästhetik und expressiver Ausdrucksform für antike und christliche Themen des Leids und seiner Bewältigung („Der Gang zum Kreuz“, 1962, Slg. Hurrle, Durbach / „Kleiner Prometheus“, 1962, Nachlass), dann von der Auseinandersetzung mit der klassischen Moderne und zeitgenössischen Positionen („Degas-Paraphrase“, 1964, Privatbesitz / „Supermann II“, 1965, Nachlass). Die Erweiterung von WIR durch SPUR führte Mitte der 1960er Jahre zu kollektiven künstlerischen Arbeitsformen mit theoretischer Programmatik zur gesellschaftlichen Stellung des Künstlers, veröffentlicht in selbstverlegten Heften, an denen Köhler federführend beteiligt war. Vor dem Hintergrund der Diskussionen um das Verhältnis von Individualität im Ausdruck und Gruppenarbeit mit übergreifender Stilbildung entwarf Köhler viele eigene Variationen als farbige Collagen und Gouachen. Begleitend zu den im Winter 1965/66 in der Gruppe entstandenen Antiobjekten produzierte Köhler eigene Versionen, die in farbig kontrastreichen Reliefbildern mit Pfeilen, Spiralen, Rädern und Technikdetails den Diskurs um zeitgenössische Wahrnehmung dynamisch industrialisierter Abläufe in Verkehr, Kommunikation und Gesellschaft reflektieren („Ohne Titel (Relief)“, 1965, Slg. Hurrle, Durbach). Diese auf linearen, zeichenhaften und abstrahierenden Formen – Schlingen, Schlaufen, Kreise, Netze, Gespinste und Verflechtungen – aufgebaute Ästhetik bleibt konstitutives Merkmal für das weitere Werk Köhlers.
Während der Phase der Politisierung und wachsenden Gruppenspannungen im Feld zwischen Protestbeteiligungen gegen Notstandsgesetze und Vietnamkrieg entfaltete Köhler 1968 ein diesbezüglich produktives Themenspektrum mit Wiedereinführung des Figürlichen in Gemälden wie „Schnellbrütergeheimnis“, „Frustierter Batman“, „Hilferuf“, „Blutiges Ende“, „Der große Bruder“, „Brenn...“, „Gespannte Situation“, „Eingeschlossenenpalaver!“, (alle Werke im Nachlass).

### 1969–1989
Die Hamburger Zeit Köhlers (1969–2013) war anfangs geprägt von der Fortsetzung der in München aus der „Geflecht“-Methode heraus entwickelten Gestaltung gesellschaftlicher Themen („Dust in my Eyes“, 1969, „Uneingestandenheiten“, 1969, Nachlass), bevor in schnell aufeinander folgenden Stilwechseln die einschneidenden politischen Ereignisse der 1970er Jahre reflektiert wurden: Zunächst entstand eine gleichformatige Gemäldeserie (120 × 110 cm) mit versatzstückartiger Pop-Ästhetik, bezogen auf den Vietnamkrieg oder die Militärdiktatur in Griechenland („Cyrus Smith bestimmt die geographische Lage 24° 5' ö. L., 57° 51' n. B.“, „Vor Tagesanbruch ist die Nacht am dunkelsten, sagt man.“, „Obristenschaukel“, alle 1970, Nachlass), anschließend wurde das zur Münchner Olympiade 1972 in der Bundesrepublik entfachte Wettkampffieber ironisch erfasst in Bildern wie Zeichnungen von Wohlstandsbürgern an Heimtrainern und aggressiv agierenden Sportlern („Kuklux Klan u. Heimtrainer“, 1972, „Sportler“, 1972/73, Nachlass, „Heimtrainer/Heimtraining“, 1972/73, Slg. Hurrle, Durbach, „Trautes Heim“, 1972, Privatbesitz Hamburg). In einem Klima der Verdächtigungen und Polizeifahndungen zur Zeit der RAF-Aktionen schilderte Köhler in Rezeption Beckmann'scher Figuren – eingeengt in steilem Hochformat und stürzenden Perspektiven – die als bedrohlich empfundenen Einbrüche in die Privatsphären von Bürgern („Der Voyeur II“, 1972, „Im Haus nebenan“, 1973, „Ohne Titel (Überfall)“, 1973/74, Nachlass).
Der Wechsel in das Atelier Jarrestraße leitete den rund zehn Jahre währenden Abschnitt ein (1974 bis 1985), in dem Köhler sich intensiv beschäftigte mit dem Themenbereich körperlicher Tätigkeiten in einer sich rapide verändernden Organisationsstruktur der Arbeit zwischen Handwerk und Dienstleistung. Das Spektrum reicht vom Ladung löschenden Hafenarbeiter über den Automonteur, den Menschen am Fließband bis zum Postzusteller; letztlich zeigt Köhler auch die familiäre Wochenendidylle im Kleingarten und das Wirtschaften auf dem Bauernhof.
Mitte der 1980er Jahre begann Köhler mehrere Malstrategien gleichzeitig zu verfolgen und mit spezifischen Sujets zu verbinden. Inhaltlich fing er virulente Auseinandersetzungen um Transporte wie Lagerung von Atommüll in Norddeutschland (Gorleben) ein, davon zeugen u. a. die Bilder „Müllkippe“, 1985/86, „Landschaft mit Flugzeug“, 1987, „Zwischenlager“, 1988/89 (Nachlass). Zugleich entstand ein komplex angelegter Gemälde-Block, in dem mythologische, literarische und historisch relevante Ereignisse der 80er Jahre verwoben sind: Dieser „Taucher“-Zyklus bezieht sich sowohl auf postmodernes Geschichtsbewusstsein, auf den entsprechenden Diskurs um das Nachleben von Mythen, als auch auf die in der Folge des Falklandkriegs (1982) um 1986 auftauchenden Enthüllungen von Verbrechen und Tötungsmethoden der argentinischen Junta. Hierbei erprobte Köhler nach eigenem Bekunden eine für ihn neue Arbeitsweise: Ohne vorbereitende Zeichnungen wird der gesamte künstlerische Prozess direkt auf die Leinwand verlegt, wobei Korrekturen und Übermalungen sichtbar bleiben („Kampf bei den dunklen Schiffen“, 1986, „Bergung“, 1986, „Taucher“, 1986/87, Nachlass). Die Ästhetik von „Finish“ und Skizze stehen im Endprodukt gleichwertig nebeneinander und findet adäquaten Ausdruck in einem Werkblock, der zur Zeit der Antiatomkraft-Bewegung im Wendland entstand, deren Camps von Anne und Florian Köhler um 1987 mehrfach aufgesucht wurden. Schon die Titel der in spontanem Farbauftrag geschaffenen Bilder geben die von Aufbruch und Utopie beflügelte Stimmung der Protestgruppen wieder: „Anfang“, „Beginn“, „Dynamischer Anfang“, „Der Traum“, „Freundschaftshaus“ (alle 1988, Nachlass).
Im Spätherbst 1989 gab Köhler abrupt die Arbeit an den „Taucher“- und „Wendland“-Bildern auf angesichts der umwälzenden Ereignisse nach Öffnung der deutsch-deutschen Grenze am 9. November. Bis Herbst 1990 entstanden in dichter Folge Gemälde, Gouachen und Pastelle mit Sujets aus Bibel, antiker Mythologie, Überlieferungen in Märchen und damaliger Schlagzeilenpresse, worin epochale Umbrüche mit Verrat und Verstoßung thematisiert werden: „Joseph und seine Brüder. Studie zur deutschen Geschichte“ (1990), „Haut ab, Halb aus, Ganz aus. Studie zur deutsch-deutschen Geschichte“ (1990), „Leichen im Keller“ (1989), (Nachlass).

### 1990–2013
Mit dem ersten Aufenthalt von Anne und Florian Köhler im Oktober 1990 auf der durch Fischerei, Austernzucht und Tourismus geprägten Insel Oléron veränderte sich die Malerei des Künstlers noch einmal grundlegend. Zunächst widmete er sich voll den Arbeits- und Lebenswelten der Meeres- und Austernfischer in typischer Berufskleidung mit ihren spezifischen Geräten, Installationen und Vehikeln, die im schnellen Farbauftrag zeichenhaft aufscheinen und nur bei intensiver Betrachtung wie Ortskenntnis zu identifizieren bzw. zu entschlüsseln sind: Netze, Körbe, im Schlick verankerte Tische aus Eisen für das Wenden der Säcke mit den Austern, Hütten, Boote, Kutter im Ambiente der Molen, Lagerplätze und Häfen wie Le Château und La Cotinière („Attendre“, „Sur l’huitrière“, 1991, „Zeit der kleinen Fische“, 1992, „Seemannsgarn“, 1993, „Zwei Bootslängen im Draußen“, 2007, Nachlass). Den Tenor der zumeist in drei Zonen zwischen Himmel, Wasser und Land angelegten Bilder bestimmt eine äußerst variationsreiche Farbpalette mit subtilen Valeurs, die sowohl der Natur abgewonnen als auch in Reflexion der Malereigeschichte zwischen Barock, klassischer Moderne und Pop-Art eingesetzt sind. Neben den Zeichen und Zeiten der maritimen Arbeitswelt erfasste Köhler die Inselorte der Freizeit mit Motiven vom Strandleben, von Surfern und Spazierenden („Plage“, 1997).
Dieser Themenkanon wurde um das Jahr 2000 aufgeladen mit mythologisch antiken Szenarien angesichts der von Köhler früh wahrgenommenen Flüchtlingsdramen an den Küsten des Mittelmeers. In Gemälden und Pastellen mit Titeln wie „Heimkehr aus Troja“ (1995/2005), „Vor den Klippen“ (2000), „Das achäische Dreigestirn mit Kassandra auf der Heimfahrt“ (2012, alle im Nachlass) aktualisierte Köhler ein „Altes Thema“ (2007), das er 2010 in den Zusammenhang mit den in Literatur – er las u. a. Homers Odyssee, Dante Alighieris Göttliche Komödie, Joseph Conrad, Robert L. Stevenson, Herman Melville – und Kunstgeschichte formulierten großen Tragödien auf dem Meer stellte: „(…) Das sind auch die Themen im Kopf, die das Fortschreiten des Malprozesses bestimmen, also Themen, die mich in der letzten Zeit, in den letzten zehn bis fünfzehn Jahren beschäftigen. Das kommt von meinen Reisen her und meiner Existenz am Meer, das ist das Meer, die Küste, der Hafen, das Abfahren, das Ankommen, das Boot, das Schiff, das Floß. Dann stellt sich, zum Beispiel beim Floß, sofort das ‚Floß der Medusa‘ ein, von Gericault. Damit hab’ ich thematisch auch schon eine bestimmte Richtung: Verzweifelte, Alleingelassene, zum Scheitern verurteilte Menschen. Gehe ich in diese Richtung weiter, mache ich, male ich, bewusst eine Metamorphose zum ‚Floß der Medusa‘, oder treibe ich das Bild mehr in die Richtung einer Barke von Delacroix, der berühmten Dante-Barke, Dantes Fahrt in die Unterwelt, wo die Analogie zu diesen gescheiterten Bootsflüchtlingen ja ganz nahe ist. Also, das ist so das große Meer, auf dem ich mich bewege, wenn ich ein Bild suche (…)“.

## Ausstellungen, Rezeption und Sammlungen
Zu Lebzeiten hat Köhler rund siebzig Einzel- und mehr als hundert Gruppenausstellungen bestückt. Während in den Münchner Jahren das gemeinschaftliche Arbeiten und Auftreten in der Öffentlichkeit als Prinzip auch für die Präsentation der Werke galt und Köhler in diesem Rahmen fast ausschließlich mit Teilnahmen im Gruppenkontext wahrgenommen wurde (mit WIR und GEFLECHT u. a. in München, Augsburg, Hamburg, Essen, Kiel, Berlin, Nürnberg, Freiburg), veränderte sich mit dem Wechsel nach Hamburg auch die Ausstellungspraxis.
- 1972 erste Soloschau in der heute nicht mehr existenten Galerie Altschwager (Hamburg-Eppendorf)

Kontinuierlich erweiterte sich der Radius von Werkpräsentationen durch Galerien in Hamburg (Galerie Gabriele von Loeper, Studio Galerie Heinz Maschmann), München (Otto Galerie), Darmstadt (Galerie Doris Wullkopf), Berlin (Galerie Berlin), in Dänemark und Frankreich.
- 2015/16 in Frankfurt („Dust in my Eyes“, Galerie Hanna Bekker vom Rath) und Hamburg („Abtauchen. Auftauchen“, Galerie Renate Kammer).

Beteiligung an Themenausstellungen:
- 1987 „Schrecken und Hoffnung“ u. a. Hamburger Kunsthalle
- 1989 „200 Jahre Französische Revolution“ Staatliche Kunsthalle Berlin
- 1995 „Die Spur des Anderen“ Heine-Haus, Hamburg
- 2014 „German Pop“ Schirn Kunsthalle Frankfurt a. M.

Einzelausstellungen:
- 1992 "Florian Köhler. Bilder und Papierarbeiten 1961–1990. Herforder Kunstverein
- 1999 „Florian Köhler. Der Maler besteht aus Bildern“ Kunsthalle Schweinfurt
- 2010 „Florian Köhler. Die Hamburger Jahre 1970–2010“ Kunsthaus Hamburg
- 2013 „Florian Köhler. Die ferne Insel“ Museum für aktuelle Kunst – Sammlung Hurrle, Durbach mit mehr als 70 Gemälden und Objekten von 1960 bis 2010 sowie aktuellen Pastellen

Weitere Ausstellungen:
- 25. Januar – 3. Mai 2015 Gruppe WIR : 1959 - 1965 Museum Lothar Fischer, Neumarkt in der Oberpfalz
- 22. Mai – 13. September 2015 Kunsthalle Schweinfurt mit 60 Werken
- 2017/2018 „Florian Köhler. Bei Tagesanbruch ist die Nacht am dunkelsten“ mit Lothar Fischer, Kunsthalle Schweinfurt, Gemälde und Papierarbeiten von Florian Köhler mit Plastiken in Ton, Bronze und Eisen von Lothar Fischer

Arbeiten des Künstlers befinden sich verstreut in Privatbesitz, als konzentrierte Sammlungen im Frankfurter Raum sowie in öffentlichen und institutionellen Einrichtungen wie ADAC Kunstsammlung, Museum für Aktuelle Kunst – Sammlung Hurrle Durbach, Deutsches Arbeitermuseum Dortmund, Kunsthalle Schweinfurt, Kunsthalle Emden, Museum Lothar Fischer, Neumarkt i.d. Oberpfalz.

## Zeitschriften und Flugblätter von Geflecht
- SPUR WIR (Zeitschrift), Nr. 1, München 1965
- „Protest gegen Labyrinthe...“, in Der Tagesspiegel, Berlin, 23. Oktober 1966
- GEFLECHT (Zeitschrift), Nr. 2, München 1966
- GEFLECHT Notausgabe (Flugblatt), München 1967

## Film
- Bilder sind Selbstbehauptung – Florian Köhler, Maler, Film von Lucas Maria Böhmer
- Florian Köhler … Malerei besteht aus der Beschäftigung mit Farbe, 2012, Kamera und Schnitt: Thilo Eckholdt